# 松下直美

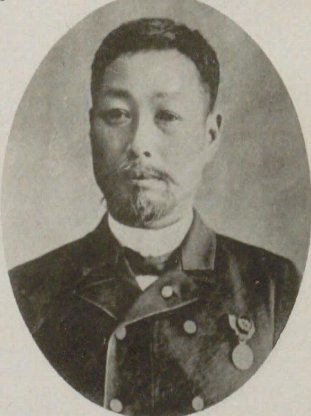
松下直美

松下 直美（まつした なおよし、1848年11月26日（嘉永元年11月1日） - 1927年（昭和2年）5月18日）は、福岡市長、大審院判事、司法官僚、教育者。通称は嘉一郎、駿一郎。福岡市長在任中、帝国大学の誘致に尽力して京都帝国大学福岡医科大学が設立され、九州帝国大学（現・九州大学）の礎を築いた。

## 経歴
福岡藩士・松下理兵太の長男として福岡城下に生まれる。1858年（安政5年）、11歳の時、御茶屋御用受持添役であった父に従い長崎に到る。オランダ通詞の名村八右衛門（大審院検事長となった名村泰蔵の養父）に就いて蘭学を習ったが病気のため帰国する。
1863年（文久3年）、再び長崎に遊学し、英語を学ぶため、福岡藩の通訳もしていた瓜生寅の私塾・倍社に入門する。同学には、瓜生震や林謙三（後の安保清康）らがいた。直美はまた江戸町にある幕府の済美館に通い、グイド・フルベッキに就いて英語を学び、後にフランス語も学ぶ。また、平井義十郎や志筑龍三郎（堀達之助の四男、別字・竜三郎）からも習っている。
1867年（慶應3年）、西洋文明の習得を奨励する福岡藩主・黒田長溥の命により、藩は当時赤字財政であったがアメリカ留学が認められた。長崎・大浦居留地の米国人A.D.W.フレンチには渡航準備の世話になった。
3月に福岡を離れ、渡航許可や船待ちのため江戸で4ヵ月待機した後、7月（旧暦）になって、アメリカの汽船コロラド号で、監督役の平賀磯三郎（平賀義質）、船越慶次、井上六三郎(良一)、本間英一郎、青木善平とともに6名でアメリカへ向けて出発する。藩費での留学であったが、青木善平だけは私費での参加であった。この6名は福岡で最初の留学生といわれる。
27日がかりでサンフランシスコに到着し、パナマ運河経由でボストンへ渡った。他の5名は、そのままボストンで留学するが、当時19歳であった直美は、パリ留学を命じられていたため、一人、大西洋を越えて欧州へ渡るが、船内で知り合ったスイス横浜領事に、「パリが物価が高いため、我がスイスへ留学したらいい。」と進められた。そのため、予定を変更してスイスへ行くことに決め、スイスのローザンヌに留学した。しかし、翌年末には藩の財政難から帰国を命じられ、スイスからアメリカ経由で、明治2年5月に帰国した。(この時、船越、青木は既に帰国していた。)
帰国後の1870年（明治3年）、藩に洋学の急要を提言して藩校修猷館内に洋学館を開設し、英語・フランス語を講義した。1871年（明治4年）、兵部省に出仕し、ほどなく司法省に移った。司法省では明法権大属、明法大属、司法大録を歴任し、1876年（明治9年）には翻訳課御用掛となり、洋書の翻訳作業に従事した。その後、司法二等属、司法一等属、太政官一等属を歴任し、1881年（明治14年）に判事に転じた。長崎控訴院判事、広島始審裁判所所長、山口始審裁判所所長、山口地方裁判所所長、広島地方裁判所所長を歴任し、1899年（明治32年）に大審院判事に就任した。
同年、福岡市会から市長に選出され、1905年（明治38年）まで在任した。在任中、帝国大学の誘致に尽力した結果、京都帝国大学の分科大学として福岡医科大学が設置され、九州帝国大学の基礎を築いた。
市長退任後、統監府から判事として招かれ、大邱控訴院部長、大邱地方裁判所長などを務めた。引き続いて1910年（明治43年）より朝鮮総督府裁判所判事を務め、その翌年に退官した。

## 栄典
- 1886年（明治19年）7月8日 - 従六位[7]